# Böszörmény Zoltán
Böszörmény Zoltán, olykor Böszörményi (Zsidó (Vácegres), 1893. január 5. – Németország, 1945 után) újságíró, költő és „hivatásos népvezér”, a magyarországi nemzetiszocializmus első tömegbázist kiépítő mozgalmának (Nemzeti Szocialista Magyar Munkáspárt) vezetője.

## Élete
A századelő során csődbe jutott kisbirtokos fiaként látta meg a napvilágot. Politikai aktivitása 1919-ben kezdődött, midőn – látva a vörösterror kegyetlenségét a vidéki magyar parasztsággal szemben[forrás?] – csatlakozott az ellenforradalmi erőkhöz, a MOVE tagjaként, Gömbös Gyula híveként.
A gazdasági világválság során kezdte meg komolyabb politikai aktivistását. 1930-ban megalakította a Nemzeti Szocialista Magyar Munkás Párt nevű formációt, kiadta a „Nemzeti Szociálista Kiáltvány” című programot, és „Nemzeti Szociálista” címen újságot indított. Elsősorban Adolf Hitler németországi sikerei inspirálták, hogy kibontsa a nemzetiszocializmus zászlaját Magyarországon. Ebből a szempontból programja nem volt más, mint a hitlerizmus magyar kópiája, megtűzdelve a magyar történelem romantikus toposzaival, és a politikailag alulképzett néptömegek nyelvén megszólaló propagandával. A reá következő évben (1931.) Németországban járt, találkozott Hitlerrel a müncheni Barna Házban. Az NSDAP és az SA mintájára barna inget rendszeresített pártjában, „Rohamosztag”-ot szervezett, s jelképül a magyar nemzeti színekkel operáló horogkeresztes jelvényt (vörös alapon, fehér körben zöld horogkereszt) választotta. Mozgalmi csatakiáltásuk az „Éljen Böszörmény!” volt, római köszöntéssel (rézsútosan föltartott jobbkéz) egybekötve.
Hitler hatalomra jutása után Keresztes-Fischer Ferenc magyar királyi belügyminiszter a 145000/1933. számú BM (1933. 09. 06.) rendelettel betiltotta a horogkereszt használatát magyar állampolgárok és jogi személyek részéről, arra hivatkozva, hogy ez idegen állam (Német Birodalom) felségjelzése lett. Ezután Böszörmény az ún. kaszáskeresztet használta, mely két keresztbe tett kasza volt, utalva ezzel mozgalmának agrárius jellegére.
Nemcsak a zsidósággal, és annak elsősorban nagytőkés rétegével álltak szemben radikális antiszemitizmusukkal a „kaszások”, hanem szinte kommunisztikus követeléseikkel az arisztokrata nagybirtokossággal, valamint vallásos megnyilvánulásaikkal (mely az alföldi szegényparasztság körében tért hódító újprotestáns felekezetek hagyományait követte) a hagyományos keresztény felekezetekkel. A személyi kultusz fölülmúlta bármely más hazai politikai szerveződés (még a rákosista rendszernek a) szintjét. Böszörményben hívei, és a nincstelen agrárproletárok egy politikai messiást, egy „Új Dózsát” láttak.
Böszörmény így szinte minden támogatóját kiszorította pártjából és politikailag elszigetelődött. Radikalizálódását a horthysta hatalom nem nézte jó szemmel, s mikor 1936. május 1-jére állampuccsot szervezett, részint annak dilettantizmusa miatt azonnal szétverte azt a karhatalom. Böszörményt (több hívével együtt) letartóztatták. A „népvezért” 32 havi börtönre ítélték az 1937. október 17. és 20. között lezajlott per eredményeként, s ezzel egyetemben a pártja hivatalosan betiltásra is került. Híveinek többsége más nemzetiszocialista csoportokhoz csatlakozott.
Az Anschluss után (máig tisztázatlan körülmények között) megszökött, Németországba disszidált, ahol politikai menedékjogot kért és kapott. 1945-ben levelet írt Rákosinak, hogy ő tkp. a földalatti kommunista mozgalom bomlasztó ügynöke volt, és kérte, hogy hazatérvén a parasztság megszervezését bízzák őreá. A kérése elutasításra talált. További sorsa ismeretlen, valószínűleg Nyugat-Németországban hunyt el.